# Pentadesma reyndersii
Pentadesma reyndersii är en tvåhjärtbladig växtart som beskrevs av Spirl.. Pentadesma reyndersii ingår i släktet Pentadesma och familjen Clusiaceae. Inga underarter finns listade i Catalogue of Life.